# Віскан
Віскан (швед. Viskan) — річка на півдні Швеції, найпівнічніша річка з чотирьох найбільших річок західного узбережжя країни.  Довжина річки становить 140 км  (за іншими даними — 150 км ), площа басейну — близько 2200 км².  

## Галерея

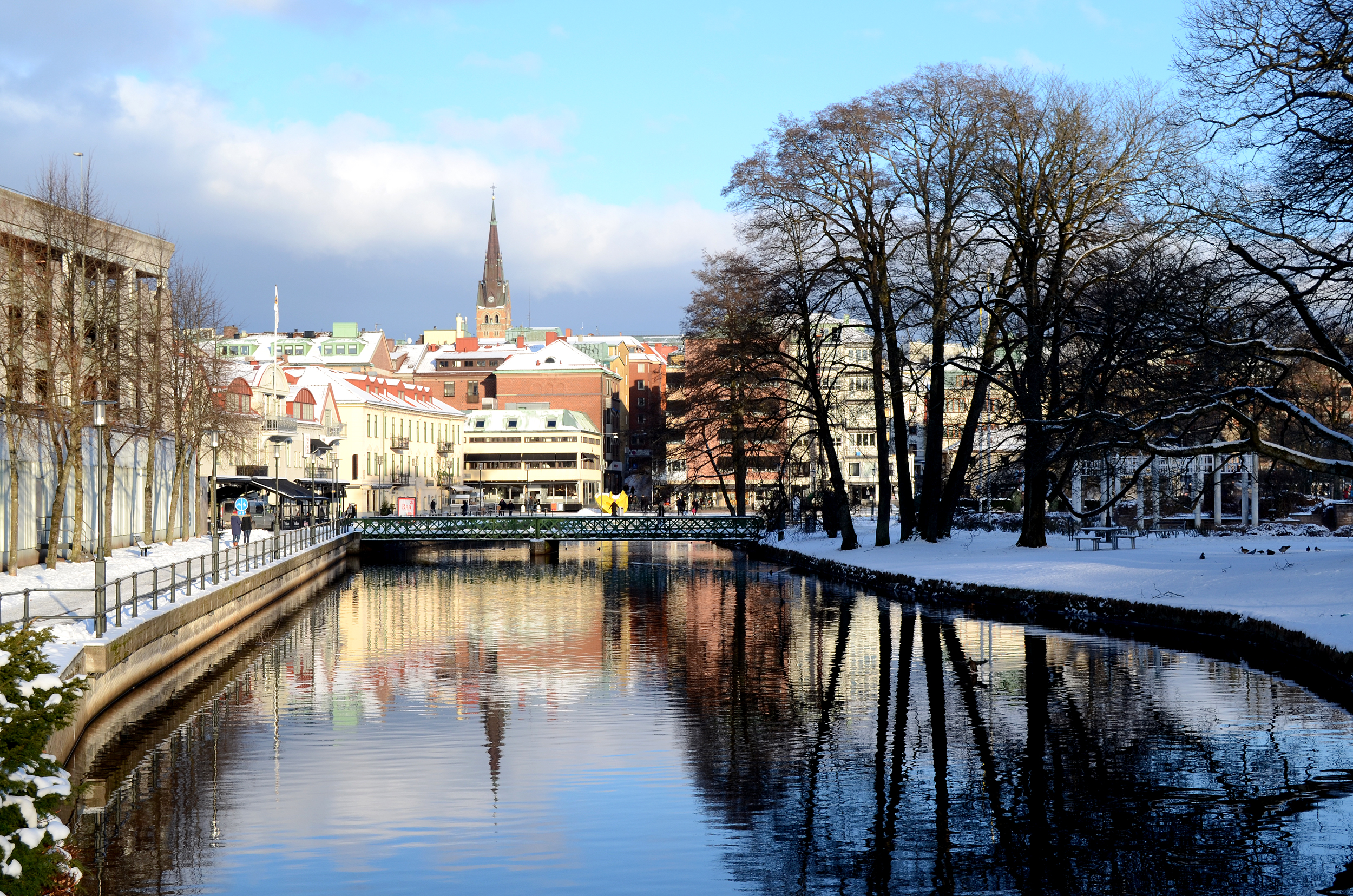
Віскан в межах міста Бурос.
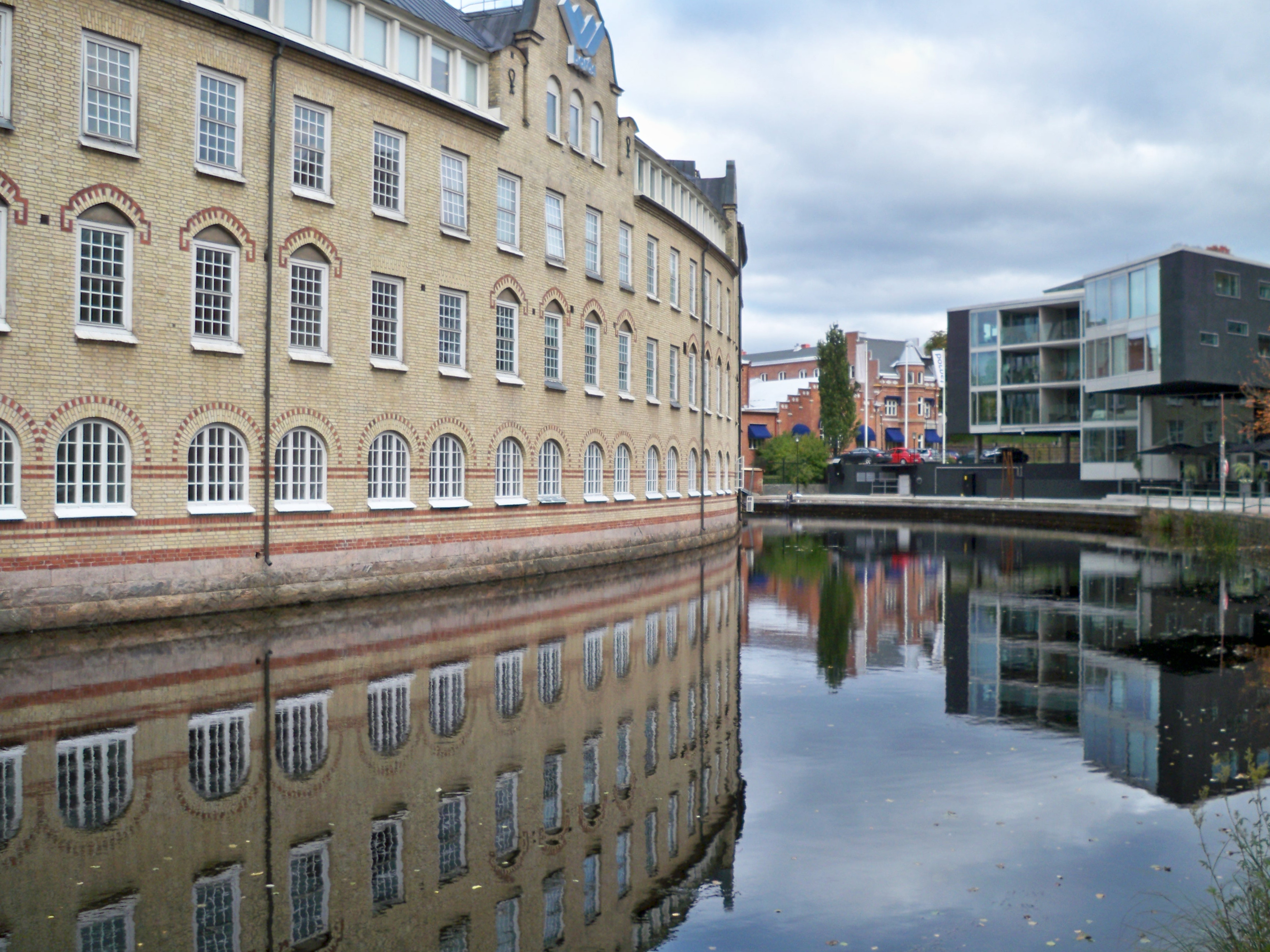
Фабричний будинок на березі річки Віскан у місті Бурос.
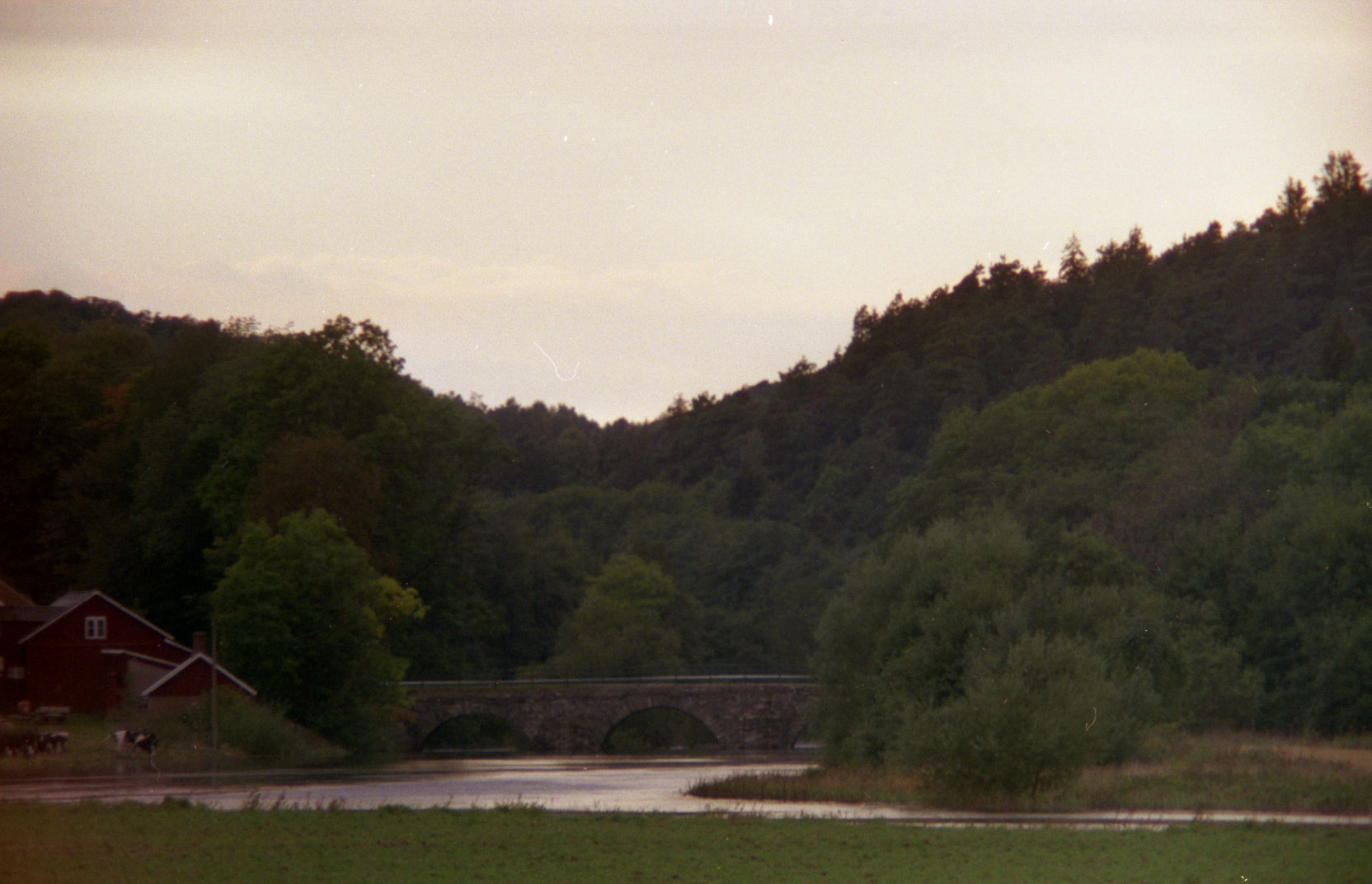
Міст через Віскан біля села Осбю[sv].